# Mistrovství světa v orientačním běhu 1968
2. Mistrovství světa v orientačním běhu proběhlo ve dnech 28. až 29. září roku 1968. Hostitelskou zemí bylo Švédsko s hlavním centrem ve městě Linköpingu, který leží na jihu země a je hlavním městem provincie Östergötland. V kategorii muži startovalo 63 závodníků a v ženách 38 závodnic ze 13 zemí světa. Štafetových závodů se zúčastnilo 13 mužských a 9 ženských štafet. Za Československo tehdy startovali: Bohuslav Beránek, František Dvořák, Svatoslav Galík, Ľudovít Šmelík, Antonín Urbanec, Oldřich Vlach, Jana Graubnerová, Ludmila Kumbárová, Naděžda Mertová, Jitka Ševčíková.

## Účastnické státy
Mistrovství se zúčastnili sportovci z 13 členských výprav Mezinárodní federace orientačního běhu, kteří se utkali o 4 medailové sady a celkem 31 medailí. 
- Belgie (4)
- Bulharsko (4)
- Československo (10)
- Dánsko (11)
- Finsko (10)
- Maďarsko (9)
- Norsko (10)
- Rakousko (7)
- Spojené království (10)
- Švédsko (11)
- Švýcarsko (9)
- Východní Německo (9)
- Západní Německo (5)

## Výsledky individuálního závodu
| Muži                                                                        | Muži                                                                        | Muži                                                                        | Muži                                                                        | Muži                                                                        | Ženy                                                                       | Ženy                                                                       | Ženy                                                                       | Ženy                                                                       | Ženy                                                                       |
| --------------------------------------------------------------------------- | --------------------------------------------------------------------------- | --------------------------------------------------------------------------- | --------------------------------------------------------------------------- | --------------------------------------------------------------------------- | -------------------------------------------------------------------------- | -------------------------------------------------------------------------- | -------------------------------------------------------------------------- | -------------------------------------------------------------------------- | -------------------------------------------------------------------------- |
| - Traťové parametry: 14,6 km, 18 kontrol - Mapa: Söderö Norra 1:25000 E 5 m | - Traťové parametry: 14,6 km, 18 kontrol - Mapa: Söderö Norra 1:25000 E 5 m | - Traťové parametry: 14,6 km, 18 kontrol - Mapa: Söderö Norra 1:25000 E 5 m | - Traťové parametry: 14,6 km, 18 kontrol - Mapa: Söderö Norra 1:25000 E 5 m | - Traťové parametry: 14,6 km, 18 kontrol - Mapa: Söderö Norra 1:25000 E 5 m | - Traťové parametry: 7,8 km, 10 kontrol - Mapa: Söderö Norra 1:25000 E 5 m | - Traťové parametry: 7,8 km, 10 kontrol - Mapa: Söderö Norra 1:25000 E 5 m | - Traťové parametry: 7,8 km, 10 kontrol - Mapa: Söderö Norra 1:25000 E 5 m | - Traťové parametry: 7,8 km, 10 kontrol - Mapa: Söderö Norra 1:25000 E 5 m | - Traťové parametry: 7,8 km, 10 kontrol - Mapa: Söderö Norra 1:25000 E 5 m |
| Umístění                                                                    | Země                                                                        | Jméno                                                                       | Čas                                                                         | Ztráta                                                                      | Umístění                                                                   | Země                                                                       | Jméno                                                                      | Čas                                                                        | Ztráta                                                                     |
|                                                                             | Švédsko                                                                     | Kalle Johansson                                                             | 1:48:19                                                                     |                                                                             |                                                                            | Švédsko                                                                    | Ulla Lindkvistová                                                          | 1:04:55                                                                    |                                                                            |
|                                                                             | Švédsko                                                                     | Sture Björk                                                                 | 1:49:38                                                                     | +1:19                                                                       |                                                                            | Norsko                                                                     | Ingrid Hadlerová                                                           | 1:10:35                                                                    | +5:40                                                                      |
|                                                                             | Norsko                                                                      | Åge Hadler                                                                  | 1:50:13                                                                     | +1:54                                                                       |                                                                            | Švédsko                                                                    | Kerstin Granstedtová                                                       | 1:11:27                                                                    | +6:32                                                                      |
| 23.                                                                         | Československo                                                              | František Dvořák                                                            | 2:27:02                                                                     | +38:43                                                                      | 7.                                                                         | Československo                                                             | Jitřenka Ševčíková                                                         | 1:23:33                                                                    | +18:38                                                                     |
| 24.                                                                         | Československo                                                              | Svatoslav Galík                                                             | 2:28:21                                                                     | +40:02                                                                      | 17.                                                                        | Československo                                                             | Jana Graubnerová                                                           | 1:37:22                                                                    | +32:27                                                                     |
| 34.                                                                         | Československo                                                              | Bohuslav Beránek                                                            | 2:37:19                                                                     | +49:00                                                                      | 19.                                                                        | Československo                                                             | Naděžda Mertová                                                            | 1:40:36                                                                    | +35:41                                                                     |
| 44.                                                                         | Československo                                                              | Antonín Urbanec                                                             | 2:59:04                                                                     | +1:10:45                                                                    | 28.                                                                        | Československo                                                             | Ludmila Kumbárová                                                          | 1:59:02                                                                    | +54:07                                                                     |
| 50.                                                                         | Československo                                                              | Oldřich Vlach                                                               | 3:06:40                                                                     | +1:18:21                                                                    |                                                                            |                                                                            |                                                                            |                                                                            |                                                                            |

## Výsledky štafetového závodu
| Muži | Muži | Muži | Muži | Muži | Ženy                                                                | Ženy                                                                | Ženy                                                                | Ženy                                                                | Ženy                                                                |
| --- | --- | --- | --- | --- | ------------------------------------------------------------------- | ------------------------------------------------------------------- | ------------------------------------------------------------------- | ------------------------------------------------------------------- | ------------------------------------------------------------------- |
| - Traťové parametry: 1. úsek 10 km / 2. úsek 8 km / 3. úsek 8 km / 4. úsek 9 km - Mapa: Söderö Södra 1:25000 E 5 m | - Traťové parametry: 1. úsek 10 km / 2. úsek 8 km / 3. úsek 8 km / 4. úsek 9 km - Mapa: Söderö Södra 1:25000 E 5 m | - Traťové parametry: 1. úsek 10 km / 2. úsek 8 km / 3. úsek 8 km / 4. úsek 9 km - Mapa: Söderö Södra 1:25000 E 5 m | - Traťové parametry: 1. úsek 10 km / 2. úsek 8 km / 3. úsek 8 km / 4. úsek 9 km - Mapa: Söderö Södra 1:25000 E 5 m | - Traťové parametry: 1. úsek 10 km / 2. úsek 8 km / 3. úsek 8 km / 4. úsek 9 km - Mapa: Söderö Södra 1:25000 E 5 m | - Traťové parametry: celkem 6 km - Mapa: Söderö Södra 1:25000 E 5 m | - Traťové parametry: celkem 6 km - Mapa: Söderö Södra 1:25000 E 5 m | - Traťové parametry: celkem 6 km - Mapa: Söderö Södra 1:25000 E 5 m | - Traťové parametry: celkem 6 km - Mapa: Söderö Södra 1:25000 E 5 m | - Traťové parametry: celkem 6 km - Mapa: Söderö Södra 1:25000 E 5 m |
| Umístění | Země | Jméno | Čas | Ztráta | Umístění                                                            | Země                                                                | Jméno                                                               | Čas                                                                 | Ztráta                                                              |
| | Švédsko | Sture Björk Karl Johansson Sten-Olof Carlström Göran Öhlund                                                        | 4:25:19 | |                                                                     | Norsko                                                              | Astrid Rödmyrová Astrid Hansenová Ingrid Hadlerová                  | 3:17:53                                                             |                                                                     |
| | Finsko | Rolf Koskinen Veijo Tahvanainen Juhani Salmenkylä Markku Salminen                                                  | 4:25:28 | +0:09 |                                                                     | Švédsko                                                             | Gunn-Britt Nybergová Kerstin Granstedtová Ulla Lindkvistová         | 3:18:07                                                             | +0:14                                                               |
| | Norsko | Per Fosser Ola Skarholt Stig Berge Åge Hadler                                                                      | 4:42:31 | +17:12 |                                                                     | Finsko                                                              | Pirjo Seppäová Tuula Hoviová Raila Kerkeläová                       | 3:42:15                                                             | +24:22                                                              |
| 7. | Československo | Ľudovít Šmelík Antonín Urbanec Oldřich Vlach Svatoslav Galík                                                       | 5:18:06 | +1:33:41 | 6.                                                                  | Československo                                                      | Jitřenka Ševčíková Jana Graubnerová Naděžda Mertová                 | 4:08:22                                                             | +50:29                                                              |

## Medailová klasifikace podle zemí
Úplná medailová tabulka:
| Umístění | Země    | Zlato | Stříbro | Bronz | Součet |
| -------- | ------- | ----- | ------- | ----- | ------ |
|          | Švédsko | 3     | 3       | 1     | 7      |
|          | Norsko  | 1     | 1       | 2     | 4      |
|          | Finsko  | 0     | 1       | 1     | 2      |